# Rhinoptera
Rhinoptera is een geslacht van Chondrichthyes (Kraakbeenvissen) uit de familie van de adelaarsroggen (Myliobatidae).

## Soorten
- Rhinoptera adspersa Müller & Henle, 1841
- Rhinoptera bonasus (Mitchill, 1815)
- Rhinoptera brasiliensis Müller, 1836
- Rhinoptera javanica Müller & Henle, 1841
- Rhinoptera jayakari Boulenger, 1895
- Rhinoptera marginata (Geoffroy Saint-Hilaire, 1817)
- Rhinoptera neglecta Ogilby, 1912
- Rhinoptera steindachneri Evermann & Jenkins, 1891